# Landskron (Bruck an der Mur)

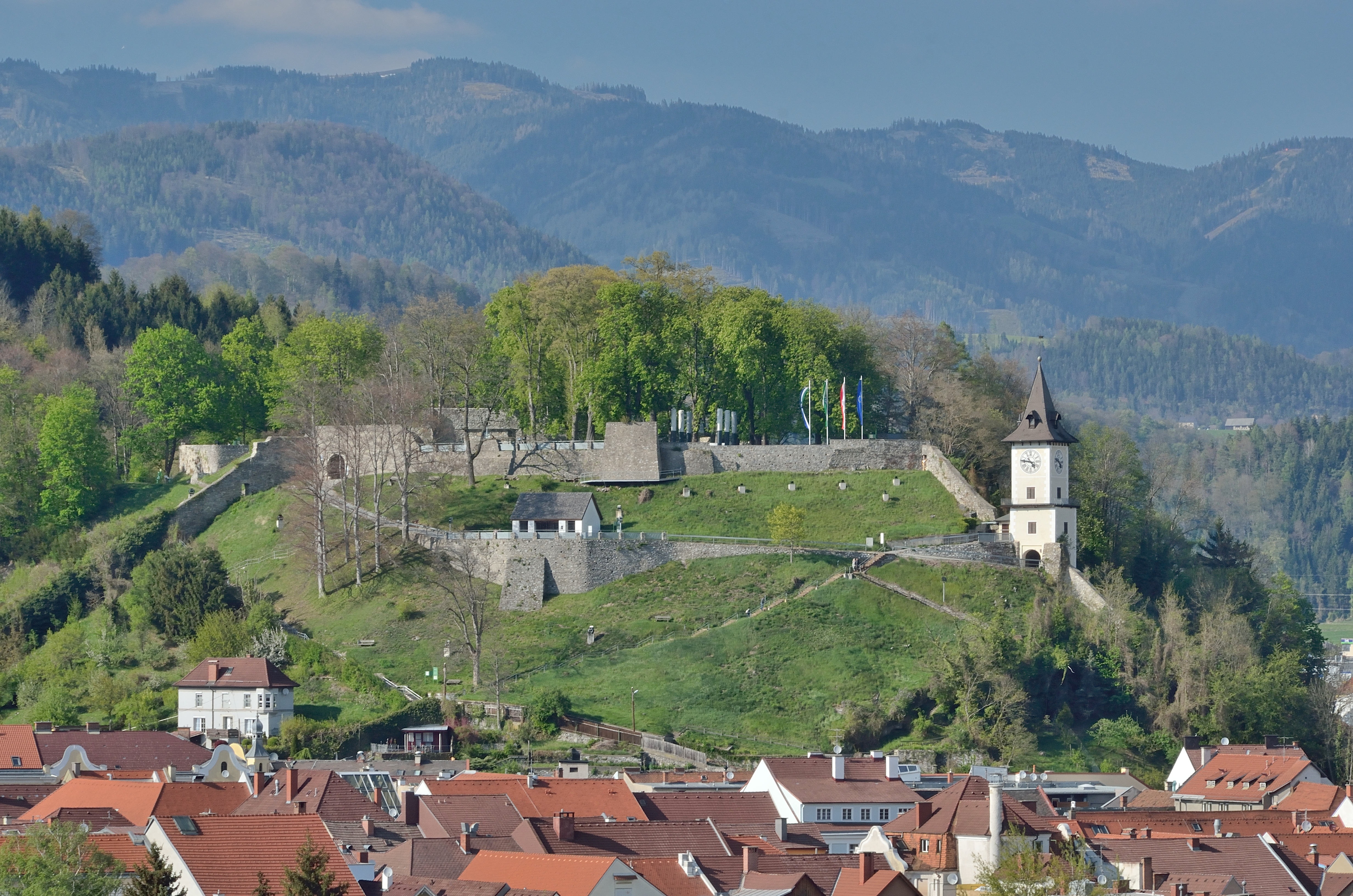
Schloßberg Bruck

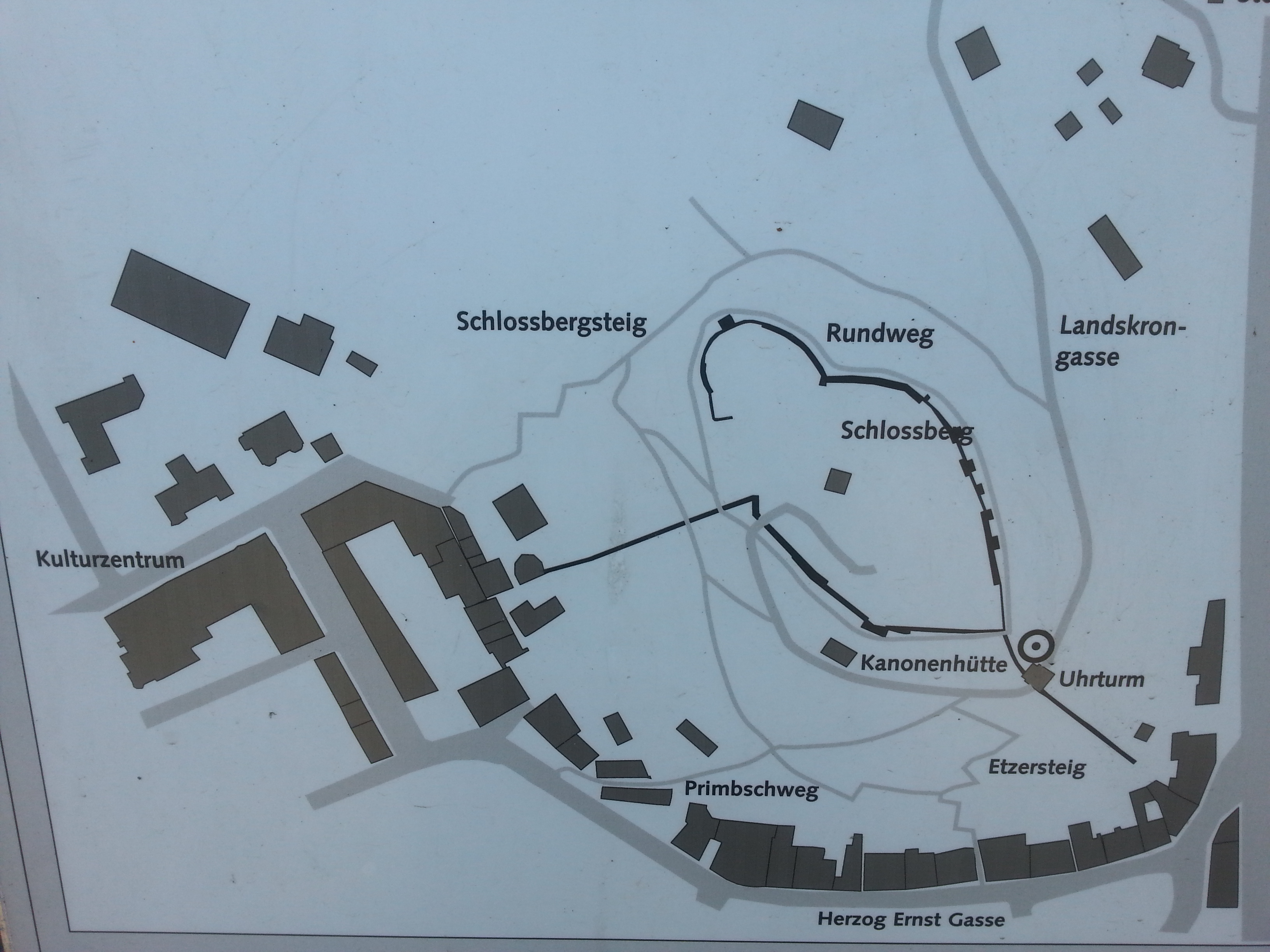
Orientierungsplan Schloßberg

Landskron ist die Ruine einer Höhenburg in Bruck an der Mur in der Steiermark in Österreich. Die Reste stehen unter Denkmalschutz.

## Geschichte
Schon im Jahre 1263, während der böhmischen Zeit unter König Ottokar II., bestand auf dem Brucker Schlossberg eine kleine Wehranlage, die aufgrund ihrer strategisch günstigen Lage für Sicherungs- und Sperraufgaben verwendet wurde.
Das sogenannte „Castrum Prukke“ war ursprünglich eppensteinischer Besitz und wurde vermutlich von Herbord von Füllenstein (nannte sich Herbord von Bruck) verwaltet. Dieser war Truchsess des königlichen Statthalters Bischof Bruno von Olmütz und wahrscheinlich selbst Stadt- und Burghauptmann.
1268, kurz nach der Neuanlage Brucks, wird ein weiterer Burghauptmann namens Hermann von Krottendorf (“domino hermanno de Crottendorf castellano in Prukk"”) genannt. Man nimmt an, dass die Festung im Zuge der Neuanlage Brucks zu dessen Sicherheit er- bzw. ausgebaut wurde.
Einer nicht mehr auffindbaren Urkunde nach soll die Festung jedoch schon um 1112 bestanden haben.
Das Schloss war ein landesfürstliches Lehen des Stifts St. Lambrecht, das meist durch Kleinadelige der Umgebung (Krottendorfer, Timmersdorfer, Preitenfurter, Gaaler) verwaltet wurde. Gelegentlich wurde der Besitz an Adelige oder Bürger verpfändet.
1345 an den Brucker Bürger Hans Klemm d. J., 1353 an Ulrich den Wasner, bis 1478 an Lorenz Vogel, 1505 bis 1510 an Pankraz Kornmeß (Bauherr des bekannten Kornmesserhauses) und schließlich an die Stadt.
Während des Ungarnkrieges (1460) wurde ein kaiserlicher Pfleger, der sechs berittene Männer und 12 Fußsoldaten unter Waffen hielt, eingesetzt.
Seit 1461 trägt die Burg den Namen Landskron.
Am 20. November 1626 erwarb die Stadt Bruck den Schlossberg von Kaiser Ferdinand II.
Wegen Geldschwierigkeiten musste sie ihren Besitz jedoch am 30. April 1771 an den Hammerherrn Franz Xaver Fraydt von Fraydenegg-Monzello auf Schloss Nechelheim verkaufen.
Beim verheerenden Stadtbrand (164 der 166 Häuser wurden eingeäschert) 1792 fiel auch die gesamte Burganlage Landskron den Flammen zum Opfer. Die Steine wurden von der Bevölkerung zum Wiederaufbau der Stadt verwendet.
1809 wurde der Schlossberg unter k. k. Generalfeldzugmeister Graf Gyulay gegen die Franzosen (von Leoben kommend) befestigt: Wälle wurden angelegt, Schützengräben gegraben und ein unterirdisches Pulvermagazin errichtet.
1815 erlaubte Kaiser Franz auf Bitte der Stadtverwaltung sechs erbeutete französische Kanonen in der sogenannten "Stuckhütte" aufzustellen, von denen noch zwei vorhanden sind.
Heute ist nicht mehr viel von der ehemals großzügigen Anlage erhalten.
Die 1642 verstärkten Mauern wurden zum Großteil abgetragen. Die Reste des südlich gelegenen Hauptgebäudes beherbergten ab 1907 ein Restaurant und danach ein Wohnhaus, bis 1979 auch dieses abbrannte. 1934 ließ man auch das Haupttor und den Befestigungsturm (heute Uhrturm) abtragen, später allerdings wieder aufbauen. Gegen Ende des Zweiten Weltkrieges musste man zum Schutz der Bevölkerung mehrere Schutzstollen in den Berg treiben. Seit einiger Zeit wird die Ruine nachts von Scheinwerfern beleuchtet, die ihre Farbe je nach Temperatur ändern.